# Championnat du monde masculin d'omnium
Le Championnat du monde d'omnium masculin est le championnat du monde d'omnium organisé annuellement par l'UCI dans le cadre des Championnats du monde de cyclisme sur piste.

## Historique
La première édition a lieu lors des Championnats du monde de cyclisme sur piste 2007 à Palma de Majorque et est remportée par le Tchèque Alois Kaňkovský.

## Palmarès
| Édition | Or                | Argent               | Bronze               |
| ------- | ----------------- | -------------------- | -------------------- |
| 2007    | Alois Kaňkovský   | Walter Pérez         | Charles Bradley Huff |
| 2008    | Hayden Godfrey    | Leigh Howard         | Aliaksandr Lisouski  |
| 2009    | Leigh Howard      | Zachary Bell         | Tim Veldt            |
| 2010    | Edward Clancy     | Leigh Howard         | Taylor Phinney       |
| 2011    | Michael Freiberg  | Shane Archbold       | Gijs Van Hoecke      |
| 2012    | Glenn O'Shea      | Zachary Bell         | Lasse Norman Hansen  |
| 2013    | Aaron Gate        | Lasse Norman Hansen  | Glenn O'Shea         |
| 2014    | Thomas Boudat     | Tim Veldt            | Viktor Manakov       |
| 2015    | Fernando Gaviria  | Glenn O'Shea         | Elia Viviani         |
| 2016    | Fernando Gaviria  | Roger Kluge          | Glenn O'Shea         |
| 2017    | Benjamin Thomas   | Aaron Gate           | Albert Torres        |
| 2018    | Szymon Sajnok     | Jan-Willem van Schip | Simone Consonni      |
| 2019    | Campbell Stewart  | Benjamin Thomas      | Ethan Hayter         |
| 2020    | Benjamin Thomas   | Jan-Willem van Schip | Matthew Walls        |
| 2021    | Ethan Hayter      | Aaron Gate           | Elia Viviani         |
| 2022    | Ethan Hayter      | Benjamin Thomas      | Aaron Gate           |
| 2023    | Iúri Leitão       | Benjamin Thomas      | Shunsuke Imamura     |
| 2024    | Lindsay De Vylder | Simone Consonni      | Yanne Dorenbos       |

## Bilan
Classement individuel
| Rang | Athlète          | Pays             | Or | Argent | Bronze | Ensemble |
| ---- | ---------------- | ---------------- | -- | ------ | ------ | -------- |
| 1    | Benjamin Thomas  | France           | 2  | 3      | 0      | 5        |
| 2    | Ethan Hayter     | Grande-Bretagne  | 2  | 0      | 1      | 3        |
| 3    | Fernando Gaviria | Colombie         | 2  | 0      | 0      | 2        |
| 4    | Leigh Howard     | Australie        | 1  | 2      | 0      | 3        |
| 5    | Glenn O'Shea     | Australie        | 1  | 1      | 2      | 4        |
| 5    | Aaron Gate       | Nouvelle-Zélande | 1  | 1      | 2      | 4        |
| 7    | Thomas Boudat    | France           | 1  | 0      | 0      | 1        |
| 7    | Edward Clancy    | Grande-Bretagne  | 1  | 0      | 0      | 1        |
| 7    | Michael Freiberg | Australie        | 1  | 0      | 0      | 1        |
| 7    | Hayden Godfrey   | Nouvelle-Zélande | 1  | 0      | 0      | 1        |
| 7    | Alois Kaňkovský  | Tchéquie         | 1  | 0      | 0      | 1        |
| 7    | Iúri Leitão      | Portugal         | 1  | 0      | 0      | 1        |
| 7    | Szymon Sajnok    | Pologne          | 1  | 0      | 0      | 1        |
| 7    | Campbell Stewart | Nouvelle-Zélande | 1  | 0      | 0      | 1        |

Classement par pays
| Rang  | Pays             | Or | Argent | Bronze | Ensemble |
| ----- | ---------------- | -- | ------ | ------ | -------- |
| 1     | Australie        | 3  | 3      | 2      | 8        |
| 2     | Nouvelle-Zélande | 3  | 3      | 1      | 7        |
| 3     | France           | 3  | 3      | 0      | 6        |
| 4     | Grande-Bretagne  | 3  | 0      | 2      | 5        |
| 5     | Colombie         | 2  | 0      | 0      | 2        |
| 6     | Belgique         | 1  | 0      | 1      | 2        |
| 7     | Pologne          | 1  | 0      | 0      | 1        |
| 7     | Portugal         | 1  | 0      | 0      | 1        |
| 7     | Tchéquie         | 1  | 0      | 0      | 1        |
| 10    | Pays-Bas         | 0  | 3      | 2      | 5        |
| 11    | Canada           | 0  | 2      | 0      | 2        |
| 12    | Italie           | 0  | 1      | 3      | 4        |
| 13    | Danemark         | 0  | 1      | 1      | 2        |
| 14    | Allemagne        | 0  | 1      | 0      | 1        |
| 14    | Argentine        | 0  | 1      | 0      | 1        |
| 16    | États-Unis       | 0  | 0      | 2      | 2        |
| 17    | Biélorussie      | 0  | 0      | 1      | 1        |
| 17    | Espagne          | 0  | 0      | 1      | 1        |
| 17    | Japon            | 0  | 0      | 1      | 1        |
| 17    | Russie           | 0  | 0      | 1      | 1        |
| Total | Total            | 17 | 17     | 17     | 51       |